# Yasmim
Yasmim Assis Ribeiro (Governador Valadares, 28 de octubre de 1996) es una futbolista brasileña. Juega como defensora en el Real Madrid. Es internacional con la selección de Brasil.

## Trayectoria

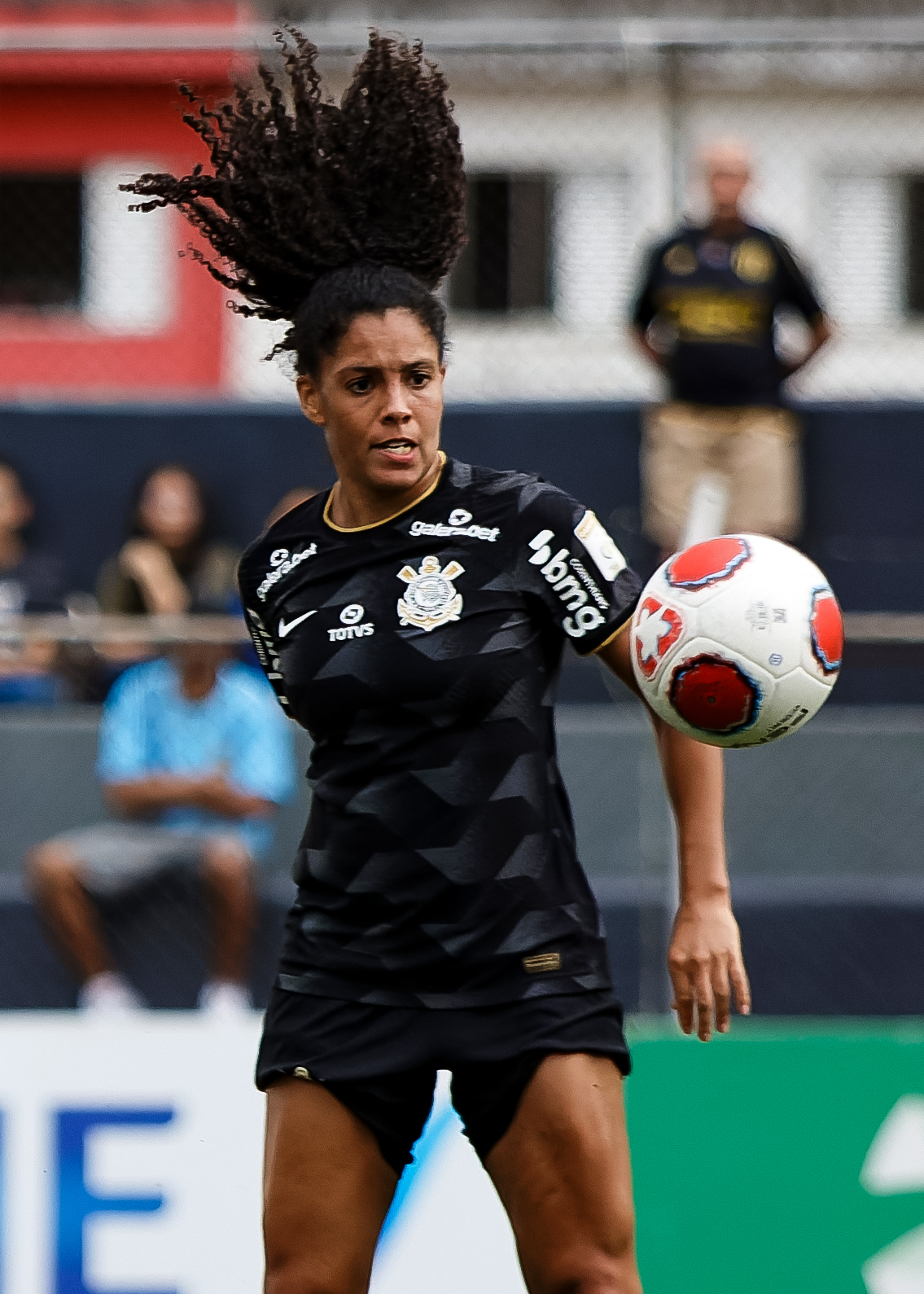
Yasmim con el Corinthians en 2022.

Yasmim fichó por el São José en 2014 y su desempeño llamó la atención de Doriva Bueno, exentrenador de la selección brasileña sub-20, quien empezó a convocarla. Con el combinado juvenil, formó parte del grupo que ganó el Sudamericano Sub-20 en 2015 y disputó la Copa Mundial de la misma categoría en 2016.
En 2017, fichó por Corinthians/Audax y pronto se proclamó campeona de la Copa Libertadores de América. Al año siguiente, cuando el Corinthians anunció que se separaría del Audax, Yasmim se quedó en el club alvinegro donde fue subcampeona del Campeonato Paulista 2018 y campeona del Brasileirão 2018. Jugó 39 partidos en la temporada y su único gol fue el que marcó en la final contra Rio Preto que Corinthians ganó por 4-0.
Sus actuaciones le valieron el título de mejor lateral izquierdo del torneo en los Premios Brasileirão.
En enero de 2019, fichó por el Benfica de Portugal. Las Águilas ganaron la Copa Femenina de Portugal y Yasmim volvió a ser decisiva en el partido que dio el título, anotando un tiro libre y asistiendo a la brasileña Ana Vitória para marcar uno de los goles en la victoria por 4-0 sobre el Valadares Gaia. También ganó la Segunda División del Campeonato Nacional Femenino. El Benfica destacó por su alto promedio de goles y por batir el récord de goles en un solo partido al vencer al CP Pego por 32-0.
A partir de la temporada 2019-20, jugó con el Benfica en primera división y ganó la Supercopa el 8 de septiembre, una semana antes del inicio de la liga. Disputó su primer partido en la máxima categoría portuguesa el 15 de septiembre, marcando también su primer gol de liga. Debido al brote de la pandemia de COVID-19, la temporada se canceló en marzo de 2020 y regresó a su país de origen.
A principios de agosto de 2020, Corinthians anunció la renovación de su contrato. Con el club, Yasmim pudo aprovechar sus éxitos anteriores y ganar títulos a nivel nacional e internacional.
En enero de 2025, Yasmim fichó por el Real Madrid de la Liga F española. La jugadora debutó con el club madrileño el 31 de enero de 2024.

## Selección nacional
En 2015, Yasmim participó con Brasil en el exitoso Sudamericano Sub-20 de 2015. Allí, fue titular en la final contra Argentina. Con esta victoria las brasileñas clasificaron a la Copa Mundial Sub-20 de 2016, en el que la defensora también participó. Brasil perdió en cuartos de final contra Japón, y Yasmim jugó los cuatro partidos (anotando dos goles).
Tras formar parte de la selección mayor de su país varias veces desde 2017, Yasmim debutó como internacional absoluta en 2021. En el amistoso contra Argentina del 20 de septiembre, entró como suplente de Tamires tras el descanso y marcó en el minuto 52 el 4-1. La jugadora tuvo otras participaciones, pero ninguna en un torneo internacional.
En 2023, Yasmim fue una de las nueve jugadoras del Corinthians convocadas a la selección absoluta por Arthur Elias, entrenador con quien ya trabajaba en el Timão desde 2021. Viajó con el equipo a Estados Unidos, donde compitieron en la Copa SheBelieves 2024. En julio de ese año, viajó a París con la selección como parte del equipo olímpico. En total, Yasmim jugó los seis partidos posibles del torneo, lo que las llevó a la final y a ganar la medalla de plata. Fue titular en cuatro ocasiones.
En la Copa América Femenina 2025, Yasmim hizo cinco de seis apariciones y anotó dos goles en la exitosa defensa del título de las Verdeamarelas.

## Clubes
| Club         | País     | Año             |
| ------------ | -------- | --------------- |
| São Paulo FC | Brasil   | 2014 - 2016     |
| Corinthians  | Brasil   | 2017 - 2018     |
| Benfica      | Portugal | 2018 - 2019     |
| Corinthians  | Brasil   | 2020 - 2024     |
| Real Madrid  | España   | 2025 - presente |

## Palmarés

### Títulos nacionales
| Título                         | Club         | País     | Año     |
| ------------------------------ | ------------ | -------- | ------- |
| Campeonato Paulista            | São Paulo FC | Brasil   | 2014    |
| Campeonato Paulista            | São Paulo FC | Brasil   | 2015    |
| Campeonato Nacional II Divisão | Benfica      | Portugal | 2018-19 |
| Taça de Portugal               | Benfica      | Portugal | 2018-19 |
| Supertaça de Portugal          | Benfica      | Portugal | 2018    |
| Brasileirão Femenino           | Corinthians  | Brasil   | 2018    |
| Copa Paulista                  | Corinthians  | Brasil   | 2019    |
| Campeonato Paulista            | Corinthians  | Brasil   | 2020    |
| Brasileirão Femenino           | Corinthians  | Brasil   | 2020    |
| Campeonato Paulista            | Corinthians  | Brasil   | 2021    |
| Copa Paulista                  | Corinthians  | Brasil   | 2021    |
| Brasileirão Femenino           | Corinthians  | Brasil   | 2021    |
| Brasileirão Femenino           | Corinthians  | Brasil   | 2022    |
| Supercopa de Brasil            | Corinthians  | Brasil   | 2022    |
| Campeonato Paulista            | Corinthians  | Brasil   | 2023    |
| Brasileirão Femenino           | Corinthians  | Brasil   | 2023    |
| Supercopa de Brasil            | Corinthians  | Brasil   | 2023    |
| Brasileirão Femenino           | Corinthians  | Brasil   | 2024    |
| Supercopa de Brasil            | Corinthians  | Brasil   | 2024    |

### Títulos internacionales
| Título                       | Equipo      | Sede              | Año  |
| ---------------------------- | ----------- | ----------------- | ---- |
| Sudamericano Sub-20          | Brasil      | Uruguay           | 2014 |
| Sudamericano Sub-20          | Brasil      | Brasil            | 2015 |
| Copa Libertadores de América | Corinthians | Paraguay          | 2017 |
| Copa Libertadores de América | Corinthians | Paraguay/ Uruguay | 2021 |
| Copa Libertadores de América | Corinthians | Colombia          | 2023 |
| Copa Libertadores de América | Corinthians | Paraguay          | 2024 |
| Juegos Olímpicos de Verano   | Brasil      | París             | 2024 |
| Copa América Femenina        | Brasil      | Ecuador           | 2025 |

### Distinciones individuales
| Distinción                    | Año        |
| ----------------------------- | ---------- |
| Premio Craque do Brasileirão  | 2018, 2021 |
| Bola de Prata                 | 2021, 2023 |
| Equipo Estelar de la Copa Oro | 2024       |